# Бандон (Орегон)
Бандон (енгл. Bandon) град је у америчкој савезној држави Орегон.

## Демографија
По попису из 2010. године број становника је 3.066, што је 233 (8,2%) становника више него 2000. године.
| Група             | 2000.         | 2010.         |
| Белци             | 2.578 (91,0%) | 2.741 (89,4%) |
| Афроамериканци    | 7 (0,2%)      | 11 (0,4%)     |
| Азијати           | 17 (0,6%)     | 23 (0,8%)     |
| Хиспаноамериканци | 78 (2,8%)     | 168 (5,5%)    |
| Укупно            | 2.833         | 3.066         |